# Moon (album)
Pour les articles homonymes, voir Moon.
Moon est le quatrième album de Gackt, sorti le 19 juin 2002. Au lieu d'un livret, l'album est livré avec un mot écrit par Gackt. Le livret de Moon est donc livré avec l'album Crescent. Les albums Moon et Crescent sont liés. L'album Diabolos leur est aussi lié.

## Réception critique
L'album est couvert dans l'ouvrage Visual Rock Perfect Disc Guide 500, paru en 2013 et produit par un collectif de dix auteurs avec l'intention de lister les 500 albums qui ont marqué l'histoire du genre.

## Liste des chansons
1. "Noah" – 2:14
2. "Lu:na" – 3:24
3. "Wasurenai Kara" – 5:11
4. "Soleil" – 3:42
5. "Speed Master" – 3:41
6. "Fragrance" – 4:36
7. "Death Wish" – 5:53
8. "Doomsday" – 4:34
9. "Missing" – 4:30
10. "Rain" – 5:58
11. "Another World" – 3:07
12. "Memories" – 6:42